# Eleider Álvarez
Eléyder Álvarez Baytar (født 8. april 1984 i Apartadó, Colombia), bedst kendt som Eleider Álvarez er en colombiansk professionel bokser, der har haft WBC-sølv-letsværvægts-titlen siden 2014. Han debuterede som professionel den 28. august 2009 og har bokset størstedelen a sine kampe i Montreal, Quebec i Canada. Hans mest bemærkelsesværdige sejre er mod Edison Miranda, Ryno Liebenberg, Isaac Chilemba, Lucian Bute og Jean Pascal.